# Xã Dieter, Quận Roseau, Minnesota
Xã Dieter (tiếng Anh: Dieter Township) là một xã thuộc quận Roseau, tiểu bang Minnesota, Hoa Kỳ. Năm 2010, dân số của xã này là 148 người.